# جایزه بزرگ فرانکوفونی
جایزه بزرگ فرانکوفونی هر ساله توسط فرهنگستان فرانسه و با همکاری دولت کانادا به شخصیتی اهدا می‌شود که به گسترش زبان فرانسوی در سراسر جهان کمک می‌کند.

## برندگان
- ۱۹۸۶: ژرژ شه‌آده
- ۱۹۸۷: یویچی مادا
- ۱۹۸۸: ژاک ربمنانجارا
- ۱۹۸۹: هیوبرت ریوس
- ۱۹۹۰: آلبر کوسری
- ۱۹۹۱: لئون-جوزف سوئنز
- ۱۹۹۲: خاک وینا نگوین
- ۱۹۹۳: هنری لوپس
- ۱۹۹۴: محمد دیب
- ۱۹۹۵: صلاح ستیتیه
- ۱۹۹۶: عبدو دیوف
- ۱۹۹۷: عبدالطیف بربیچ
- ۱۹۹۸: ژان استاروبینسکی
- ۱۹۹۹: گونار فون پروشویتس
- ۲۰۰۰: جیووانی ماکیا
- ۲۰۰۱: فرانسوا شنگ
- ۲۰۰۲: برونیسواف گرمک
- ۲۰۰۳: اودارد مونیک
- ۲۰۰۴: آلبر ممی
- ۲۰۰۵: جین کانروی
- ۲۰۰۶: رولان مورتیر
- ۲۰۰۷: الی بارنوی
- ۲۰۰۸: لید تان
- ۲۰۰۹: توماس دبلیو گهتگنس
- ۲۰۱۰: ژان متلوس
- ۲۰۱۱: عبدالطیف لابی و داریوش شایگان (مدال نقره طلاپوش)
- ۲۰۱۲: داریوش شایگان و میچل راکوتسون (مدال نقره طلاپوش)
- ۲۰۱۳: کیانگ دونگ و بوعلام صنصال
- ۲۰۱۴: ژرژ بانو و فؤاد لارویی
- ۲۰۱۵: آمیناتا سوفال و گابریل گارن
- ۲۰۱۶: تاکشی ماتسومورا و استرومائه
- ۲۰۱۷: فرانسوا بوستانی و تیرنو موننمبو
- ۲۰۱۸: کامل داود و میشل ترمبلی
- ۲۰۱۹: پتر کرال و عبدالجلیل لاهجومری و ژان پرووست
- ۲۰۲۰: لیزه گووین